# Loredana
Loredana je  žensko osebno ime.

## Izvor imena
Ime Loredana izhaja iz Italije, kjer je prišlo v modo po izidu romana Luciana Zuccolija z naslovom L'amore di Loredana leta 1908. Izbiro imena Loredana je pisatelju verjetno inspirirala slavna beneška patricijska družina Loredan.

## Različice imena
- ženske oblike imena: Lora, Lore, Loridina, Lori, Lorica, Lorka
- moške oblike imena: Loredano, Loridan, Loridino

## Tujejezikovne oblike imena
- pri Italijanih: Loredana, Oredana

## Pogostost imena
Po podatkih Statističnega urada Republike Slovenije je bilo na dan 31. decembra 2007 v Sloveniji število ženskih oseb z imenom Loredana: 169.

## Osebni praznik
V koledarju je ime Loredana uvrščeno k Mariji Lavretanski; god praznuje 10. decembra.